# ECWA Tag Team Championship
L'ECWA Tag Team Championship è un titolo di wrestling di coppia della federazione East Coast Wrestling Association. Il titolo è attivo dal 1967, ma i campioni sono stati registrati solo a partire dal 1993.

## Albo d'oro
| Wrestlers: | Reigns: | Date:             | Place:     | Notes: |
| --- | ------- | ----------------- | ---------- | --- |
| The Russian Invaders (Russian Invader I & Russian Invader II) | 1       | 1º maggio 1993    | Wilmington | Storia del titolo non registrata fino al 1º maggio 1993. |
| The Hollywood Hunks (Custom Made Man & Stunning Sean) | 1       | 13 agosto 1993    | Wilmington | Sconfiggendo Rockin' Ronny & Eric Powers per i titoli vacanti. |
| Ace Darling & Kid Flash | 1       | Settembre 1995    | Wilmington | |
| Steve Corino & Lance Diamond | 1       | 17 novembre 1995  | Wilmington | |
| Boogie Woogie Brown & Inferno Brown | 1       | 16 maggio 1996    | Newport    | |
| Viper & Armageddon | 1       | Ottobre 1996      | Wilmington | |
| Lance Diamond (2) & Cheetah Master | 1       | 26 aprile 1997    | Newport    | |
| Ace Darling (2) & Devon Storm | 1       | 28 novembre 1998  | Wilmington | |
| Mark Schraeder & Christian York | 1       | 17 aprile 1999    | Newport    | |
| Mark Schraeder (2) & Thunder | 1       | 30 luglio 1999    | Newport    | |
| The Backseat Boyz (Johnny Kashmere & Trent Acid) | 1       | 19 novembre 1999  | Wilmington | |
| The Haas Brothers (Charlie & Russ Haas) | 1       | 2000              |            | |
| Low Ki & American Dragon | 1       | 7 aprile 2001     | Wilmington | |
| Dragon e Low Ki iniziarono un feud e venne disputato un match e la stipulazione prevedeva ciò: Chi dei due fosse stato schienato in un tag team match per la difesa dei titoli sarebbe stato privato dei titoli e l'altro poteva scegliere un nuovo partner. |         |                   |            | |
| Low Ki (2) & Xavier | 1       | 6 aprile 2002     | Wilmington | Durante un match per i titoli, Dragon schienò Christopher Daniels. Tuttavia Low-Ki era l'uomo legale. Ciò ha portato alla squalifica di Dragon che venne privato del titolo. Low Ki scelse Xavier come suo nuovo compagno di tag team. |
| The S.A.T. (Joél & José Maximo) | 1       | 4 maggio 2002     | Newport    | Sconfiggendo Low Ki & Xavier in un four-way match che includeva anche J.J. Johnston & J.R. Ryder e Buck Wylde & Matt Striker. |
| Ace Darling (3) & Matt Striker | 1       | 23 febbraio 2003  | Wilmington | |
| The Maxx Brothers (Johnny & Joey Maxx) | 1       | 6 settembre 2003  | Wilmington | |
| The Valedictorians (Billy Bax & Rob Eckos) | 1       | 8 novembre 2003   | Wilmington | |
| Aden Chambers & Andrew Ryker | 1       | 13 maggio 2006    | Newark     | |
| The Valedictorians | 2       | 2 dicembre 2006   | Newark     | Sconfiggendo Andrew Ryker & Aden Chambers in un four-way match che includeva anche Jason Blade & Kid Mikaze e Shane Hagadorn & Pelle Primeau.                                                                                          |
| The Heavyweights (Sean Royal & Dan Eckos) | 1       | 27 gennaio 2007   | Newark     | |
| The Berlin Bad Boys (Kermon the German & Max Von Bauer) | 1       | 13 ottobre 2007   | Newark     | |
| The Logan Brothers (Bryan & Matt Logan) | 1       | 1º dicembre 2007  | Newark     | |
| Leather 'n' Lace (JJ the Crew Guy & Mike Reed) | 1       | 27 settembre 2008 | Newark     | |
| Mega & Cha Cha Chance | 1       | 7 marzo 2009      | Newark     | |
| Arion Brothers | 1       | 12 settembre 2009 | Newark     | |
| Logan Brothers | 2       | 19 ottobre 2009   | Newark     | |
| Team WCWA (Ryan Rush & Julian Starr) | 1       | 20 marzo 2010     | Newark     | |
| Logan Brothers | 3       | 10 luglio 2010    | Newark     | Vinsero i titoli in un six-man tag team match insieme a Nick Logan (che diventò ECWA Mid Atlantic Champion) contro Aden Chambers, Tony Burma & Ryan Rush.                                                                              |
| The Best Around (TJ Cannon & Bruce Maxwell) | 1       | 16 ottobre 2010   | Newark     | Vinsero un 3-Way match contro gli Heavyweights, Matt Logan & Chase Del Monte, quest'ultimo in sostituzione di Bryan Logan che era infortunato. Cannon schienò Royal degli Heavyweights per vincere il match.                           |
| Vacante | N/A     | 1º aprile 2011    | Newark     | Vacante per infortunio di TJ Cannon. |
| Fusion DS (Matt Saigon & Damian Dragon) | 1       | 7 maggio 2011     | Newark     | Sconfissero Christopher Rockwell & Sam Shields vincendo l'ECWA Tag Team Championship e il TWA Tag Team Championship unificandoli. |
| Flatliners (Asylum & Matt Burns) | 1       | 19 novembre 2011  | Newark     | Sconfissero i Fusion DS nei quarti di finale della 1st Annual K-CUP Tag Team Tournament. |
| Logan Brothers | 4       | 19 novembre 2011  | Newark     | Sconfissero i Flatliners nella semi-finale della 1st Annual K-CUP Tag Team Tournament. |
| Midnight Sensations (Chris Rockwell & Sam Shields) | 1       | 19 novembre 2011  | Newark     | Sconfissero i Logan Brothers nella finale della 1st Annual K-CUP Tag Team Tournament. |
| Fusion DS | 2       | 3 marzo 2012      | Newark     | |
| Midnight Sensations | 2       | 10 marzo 2012     | Newark     | |
| Fusion DS | 3       | 5 maggio 2012     | Newark     | In un Loser Leaves Town Match. |
| Midnight Sensations | 3       | 15 settembre 2012 | Newark     | Mascherandosi e presentandosi come Armageddon & Anarchy, i due vincono le cinture e, a fine match, si smascherano, rivelando di essere in realtà Chris Rockwell e Sam Shields.                                                         |